# Różaniec (województwo lubelskie)

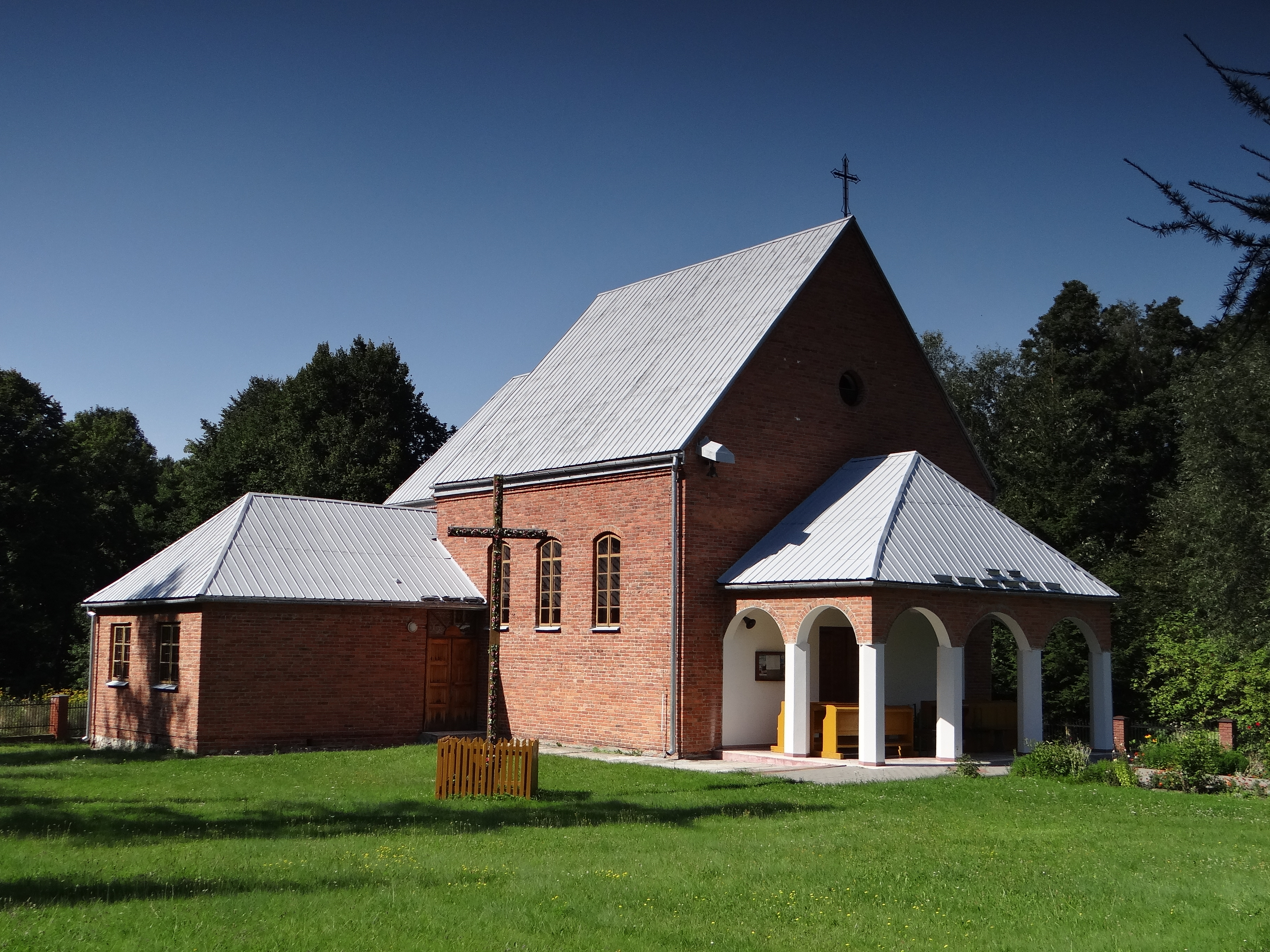
Kościół filialny pw. św. Stanisława Kostki w Różańcu I

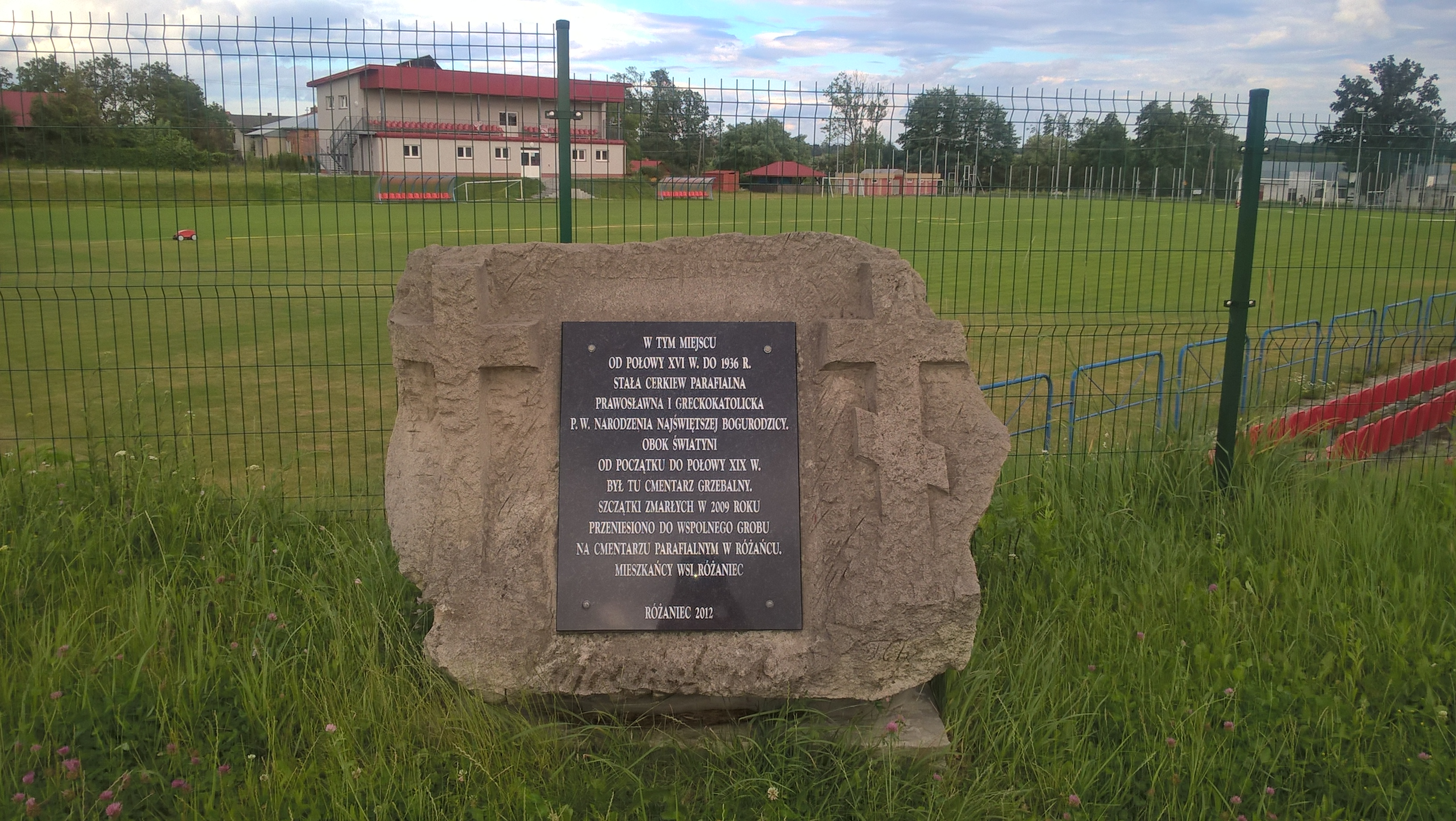
Kamień na miejscu dawnej cerkwi i cmentarza

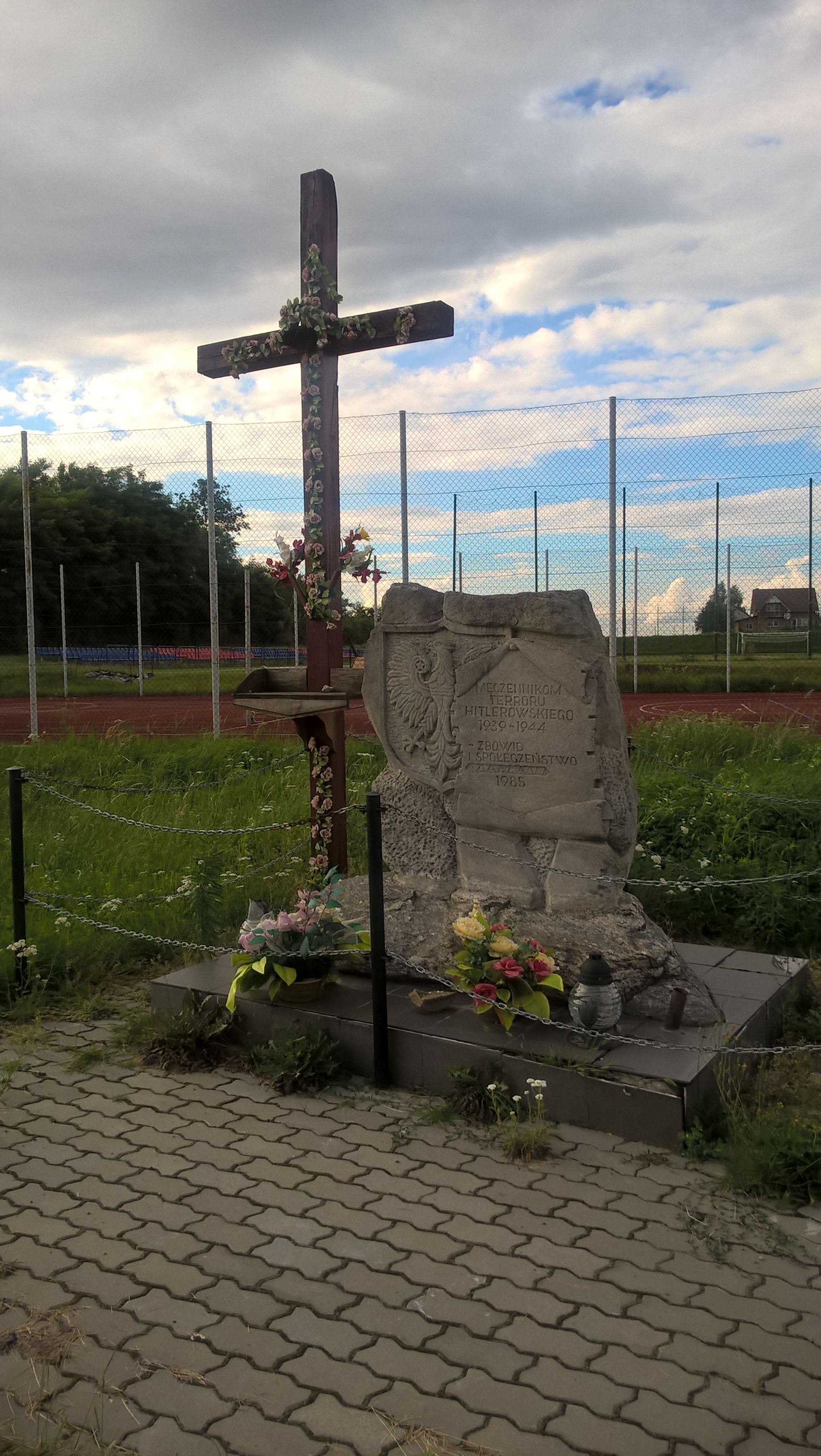
Pomnik ofiar niemieckiego terroru podczas II wojny światowej w Różańcu

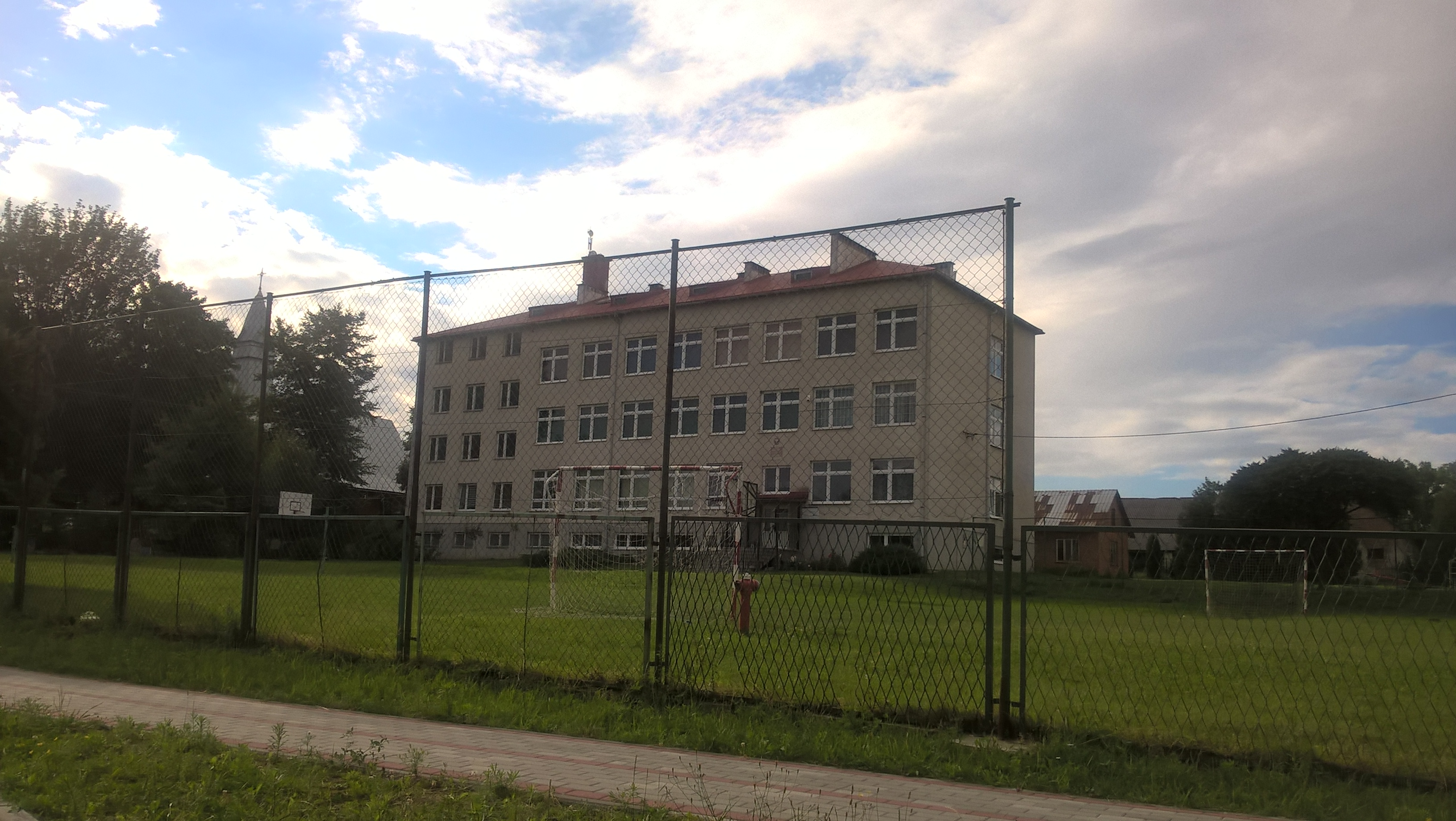
Szkoła podstawowa in. Kardynała Stefana Wyszyńskiego w Różańcu II

Różaniec – wieś w Polsce na Płaskowyżu Tarnogrodzkim, położona w województwie lubelskim, w powiecie biłgorajskim, w gminie Tarnogród. Leży w południowej części województwa lubelskiego nad rzeką Pasternik (dopływ Lubieni). 
Na terenie wsi utworzono dwa sołectwa: Różaniec Pierwszy i Różaniec Drugi. Według Narodowego Spisu Powszechnego z roku 2011 wieś liczyła  mieszkańców 1479 i była największą co do liczby ludności miejscowością gminy.

## Opis
Wieś jest siedzibą parafii pw. św. Antoniego z kościołem filialnym pod wezwaniem św. Stanisława Kostki. W Różańcu znajduje się czynny cmentarz rzymskokatolicki; pierwotnie we wsi istniał także założony w 1848, użytkowany do lat 50. XX w. greckokatolicki i prawosławny cmentarz grzebalny.
W miejscowości są dwie szkoły podstawowe (w Różańcu I, Szkoła Podstawowa im. kardynała Stefana Wyszyńskiego).
We wsi zlokalizowany jest Zespół Szkół Agrotechnicznych im. Wincentego Witosa (dawniej Zespół Szkół Rolniczych w Różańcu). W latach 70. i 80. szkoła ta przeżywała swoje złote lata, jednak obecnie ze względu na koniunkturę w rolnictwie, szkoła musiała się nieco przekwalifikować; szkoła prowadzi także studium policealne.

## Części wsi
| SIMC    | Nazwa             | Rodzaj    |
| ------- | ----------------- | --------- |
| 0901341 | Bolesławin        | część wsi |
| 0901358 | Jamieńszczyzna    | część wsi |
| 0901364 | Popówka           | część wsi |
| 0901370 | Różaniec Drugi    | część wsi |
| 0901387 | Różaniec Pierwszy | część wsi |
| 0901393 | Różaniec-Szkoła   | część wsi |

## Historia
Wieś została założona w roku 1550 przez Jana Dymitra Kuźmę, aktem erekcyjnym króla Zygmunta II Augusta, który nadał przywilej osadniczy z prawem karczowania puszczy nad rzeką Lubienią. Królewską wieś Różaniec zamieszkiwało pierwotnie dwudziestu kmieci z których każdy posiadał pół łana pola, oraz bartnicy. We wsi znajdował się także młyn wodny. W 1588 roku Różaniec razem z całym starostwem zamechskim znalazł się w posiadaniu kanclerza Jana Zamojskiego, który w 1589 włączył wieś do Ordynacji Zamojskiej. W 1591 pierwszy raz wzmiankowana jest prawosławna cerkiew Narodzenia Matki Bożej w Różańcu, która prawdopodobnie krótko po zawarciu aktu unii brzeskiej przeszła do Kościoła katolickiego obrządku bizantyjskiego.
W 1624 wieś została doszczętnie spalona i zniszczona podczas najazdu tatarskiego. W wyniku najazdu około pięciuset osób zabito lub zabrano do niewoli. Wieś jednak szybko się odbudowała i już w 1629 roku stał nowy folwark ordynacki. W początkach XVII w. we wsi istniał też dwu łanowy folwark wójtowski, który był w posiadaniu rodziny Jamińskich – wnuków założyciela wsi. Podczas potopu szwedzkiego różaniecki folwark został ponownie zniszczony, ale już w 1664 roku odbudowano zabudowania dworskie i odnowiono ogród. Na początku osiemnastego stulecia w folwarku znajdował się budynek czeladni z którego korzystał podstarości, a także staw rybny. W 1705 zbudowano w Różańcu browar, a w 1707 roku na rzece Lubieni odbudowano młyn z foluszem. Przemarsze wojsk w czasie wojny północnej sprawiły, że wieś znowu została wyniszczona. W roku 1739 wzniesiono nową cerkiew drewnianą na miejscu poprzedniej (według innego źródła nastąpiło to dopiero w 1811).
Wieś była wzmiankowana w regestrach poborowych, które zapisali poborcy podatkowi ziemi przemyskiej z lat: 1628 (12 łanów kmiecych), 1651, 1658 i 1674, gdy we wsi było 63 domy.
W drugiej połowie XVIII wieku Różaniec zaczął pełnić funkcję klucza dóbr ordynacji, do którego należały Płusy i Wola Różaniecka. Podczas zaboru austriackiego w 1784 roku ówczesny ordynat osadził w Różańcu 12 rodzin niemieckich. W Królestwie Polskim po 1815 Różaniec stał się wsią graniczną. Podczas powstania w 1863 roku miejscowi chłopi rekrutowali się do oddziałów powstańczych a dwór zaangażowany był w przemyt broni z Galicji. W XIX wieku miejscowość była przejściowo siedzibą gminy Wola Różaniecka.
W 1921 roku wieś liczyła 325 domów, w których zamieszkiwało ok. 1818 mieszkańców, w tym 1281 Polaków, pozostali to Ukraińcy i Żydzi. W latach międzywojennych główny folwark wyłączono z Ordynacji i w 1934 roku przejął go Państwowy Bank Rolny. Na terenie Różańca był też drugi folwark, zwany Bolesławin. W 1936 rozebrano cerkiew w Różańcu. Czynny natomiast do końca II wojny światowej był cmentarz prawosławny.
18 marca 1943 w czasie okupacji niemieckiej jednostki Wehrmachtu, SS i żandarmerii dokonały pacyfikacji wsi. Spłonęło wówczas około 260 gospodarstw i zginęło ok. 70 mieszkańców Różańca. W dniu 7 maja 1980 r. miejscowość została odznaczona Krzyżem Partyzanckim.
Dokończenie akcji pacyfikacyjnej i wysiedleńczej nastąpiło 26 czerwca 1943 r. Ponieważ i tym razem spora grupa mieszkańców powróciła na zgliszcza uciekając z transportów i obozów, ostateczną „czystkę” przy pomocy oddziału ukraińskich nacjonalistów przeprowadzono 14 lipca 1943 r.

## Kościół
Cerkiew greckokatolicka.
W 1591 roku w Różańcu już od jakiegoś czasu istniała cerkiew Narodzenia Matki Bożej. W 1701 roku zbudowano ostatnią cerkiew, która była filią parochii w Babicach. W 1842 roku Unici z Babic przeszli na prawosławie, a w Różańcu utworzono samodzielną parafię, która w 1875 roku na mocy likwidacji unickiej diecezji chełmskiej ponownie stała się świątynią prawosławną, a w 1919 roku została przejęta przez rzymsko-katolików.
Kościół rzymskokatolicki.
Rzymsko-katolicy z Różańca należeli do parafii w Tarnogrodzie. W latach 1906–1907 zbudowano murowaną kaplicę pw. św. Antoniego Padewskiego. W 1919 roku cerkiew prawosławna została przejęta przez kościół rzymskokatolicki, ale już w 1936 roku z powodu złego stanu technicznego została rozebrana. W latach 1958–1961 do kaplicy dobudowano drewnianą nawę główną i nawy boczne z kruchtą. W 1968 roku dobudowano zakrystie i przedsionki. Pierwszym rektorem tego kościoła został wikariusz tarnogrodzki ks. Edward Wawerski, a po jego wyjeździe do USA, obowiązki rektora pełnił ks. emeryt Marian Szarek. W 1973 roku rektorem kościoła został ks. Franciszek Łysikowski.
30 września 1975 roku dekretem bp Bolesława Pylaka została erygowana parafia, a w jej skład weszły Różaniec, Wola Różaniecka i Kolonia Różaniecka. 20 lipca 1980 roku poświęcono cmentarz parafialny. W latach 1983–1991 w Różańcu I zbudowano murowaną kaplicę filialną pw. św. Stanisława Kostki, której poświęcenia 20 września 1992 roku dokonał bp Jan Śrutwa. W 1989 roku w dzwonnicy przy  kościele parafialnym zainstalowano dzwony.
Proboszczowie
1975–1981. ks. Franciszek Łysikowski.
1981–2014. ks. Stanisław Skrok.
2014–2016. ks. Józef Godzisz.
2016–2022 ks. Wiesław Banaś.
2022-nadal ks. Franciszek Kościelski
Parafia przynależy do dekanatu Tarnogród w diecezji zamojsko-lubaczowskiej.

## Osoby związane z Różańcem
- Jan Kowalik (ur. 1948) – poseł na Sejm PRL X kadencji, Sejm RP I i II kadencji, członek Polskiego Stronnictwa Ludowego, nauczyciel przedmiotów zawodowych i wychowawca w Zespole Szkół Rolniczych w Różańcu
- Piotr Kupczak (ur. 1975) – poeta

## Sport
W miejscowości istnieje klub sportowy „Grom” Różaniec, który w sezonie 2023/2024 występuje w klasie okręgowej, gr. Zamość. W Różańcu Pierwszym znajduje się także boisko wielofunkcyjne „Orlik”, z którego mogą korzystać mieszkańcy całej gminy.